# Mallorca Championships 2025
Il Mallorca Championships 2025 è stato un torneo di tennis giocato sull'erba. È stata la 5ª edizione facente parte della categoria ATP Tour 250 nell'ambito dell'ATP Tour 2025. Si è giocato al Santa Ponsa Tennis Academy di Santa Ponsa, in Spagna, dal 22 al 28 giugno 2025.

## Partecipanti ATP singolare

### Teste di serie
| Nazionalità | Giocatore             | Ranking* | Testa di serie |
| ----------- | --------------------- | -------- | -------------- |
| Stati Uniti | Ben Shelton           | 10       | 1              |
| Canada      | Félix Auger-Aliassime | 27       | 2              |
| Stati Uniti | Alex Michelsen        | 33       | 3              |
| Paesi Bassi | Tallon Griekspoor     | 35       | 4              |
| Francia     | Alexandre Müller      | 40       | 5              |
| Canada      | Gabriel Diallo        | 44       | 6              |
| Spagna      | Roberto Bautista Agut | 51       | 7              |
| Germania    | Daniel Altmaier       | 52       | 8              |

* Ranking al 16 giugno 2025.

### Altri partecipanti
I seguenti giocatori hanno ricevuto una wildcard per il tabellone principale:
- Justin Engel
- Fabio Fognini
- Rinky Hijikata

I seguenti giocatori sono entrati nel tabellone principale passando dalle qualificazioni:

- Nishesh Basavareddy
- Brandon Holt
- Ethan Quinn
- Bernard Tomic

### Ritiri
Prima del torneo
- Gaël Monfils → sostituito da  Damir Džumhur
- Kei Nishikori → sostituito da  Daniel Altmaier
- Casper Ruud → sostituito da  Hamad Medjedovic
- Alejandro Tabilo → sostituito da  Learner Tien
- Jordan Thompson → sostituito da  Bu Yunchaokete

## Partecipanti ATP doppio

### Teste di serie
| Nazionalità | Giocatore       | Nazionalità | Giocatore        | Ranking* | Teste di serie |
| ----------- | --------------- | ----------- | ---------------- | -------- | -------------- |
| Italia      | Simone Bolelli  | Italia      | Andrea Vavassori | 25       | 1              |
| Francia     | Sadio Doumbia   | Francia     | Fabien Reboul    | 48       | 2              |
| Argentina   | Máximo González | Argentina   | Andrés Molteni   | 54       | 3              |
| India       | Yuki Bhambri    | Stati Uniti | Robert Galloway  | 71       | 4              |

* Ranking al 16 giugno 2025.

### Altri partecipanti
Le seguenti coppie di giocatori hanno ricevuto una wildcard per il tabellone principale:
- Justin Engel /  Andreas Mies
- Pedro Martínez /  Jaume Munar

## Punti
| Evento    | V   | F   | SF  | QF | 2T   | 1T | Q    | Q2   | Q1   |
| Singolare | 250 | 165 | 100 | 50 | 25   | 0  | 13   | 7    | 0    |
| Doppio    | 250 | 150 | 90  | 45 | N.D. | 0  | N.D. | N.D. | N.D. |

## Montepremi
| Evento    | V         | F        | SF       | QF       | 2T       | 1T      | Q2      | Q1      |
| Singolare | 141 795 € | 82 715 € | 48 620 € | 28 175 € | 16 360 € | 9 995 € | 5 000 € | 2 725 € |
| Doppio*   | 49 260 €  | 26 360 € | 15 450 € | 8 630 €  | N.D.     | 5 090 € | N.D.    | N.D.    |

*per team

## Campioni

### Singolare
Tallon Griekspoor ha sconfitto in finale  Corentin Moutet col punteggio di 7-5, 7-6(3).

### Doppio
Santiago González /  Austin Krajicek hanno sconfitto in finale  Yuki Bhambri /  Robert Galloway  col punteggio di 6-1, 1-6, [15-13].